# Віттінсбург
Віттінсбург (нім. Wittinsburg) — громада  в Швейцарії в кантоні Базель-Ланд, округ Зіссах.

## Географія
Громада розташована на відстані близько 65 км на північний схід від Берна, 11 км на південний схід від Лісталя.
Віттінсбург має площу 3,2 км², з яких на 8,2% дозволяється будівництво (житлове та будівництво доріг), 59,9% використовуються в сільськогосподарських цілях, 32% зайнято лісами, 0% не є продуктивними (річки, льодовики або гори).

## Демографія
2019 року в громаді мешкало 439 осіб (+6% порівняно з 2010 роком), іноземців було 5,2%. Густота населення становила 137 осіб/км².
За віковим діапазоном населення розподілялося таким чином: 22,1% — особи молодші 20 років, 61,3% — особи у віці 20—64 років, 16,6% — особи у віці 65 років та старші. Було 172 помешкань (у середньому 2,6 особи в помешканні).
Із загальної кількості 130 працюючих 19 було зайнятих в первинному секторі, 56 — в обробній промисловості, 55 — в галузі послуг.